# هاري ماجدوف
هاري ماجدوف (بالإنجليزية: Harry Magdoff)‏ (و. 1913 – 2006 م) هو عالم اقتصاد، وصحفي الرأي من الولايات المتحدة الأمريكية ولد في برونكس.